# Ependes (Friburgo)
Ependes (antiguamente en alemán Spinz) es una comuna suiza del cantón de Friburgo, situada en el distrito de Sarine. Limita al norte con la comuna de Marly, al este con Villarsel-sur-Marly y Le Mouret, al sureste con Ferpicloz, al sur con Senèdes, y al oeste con Arconciel.

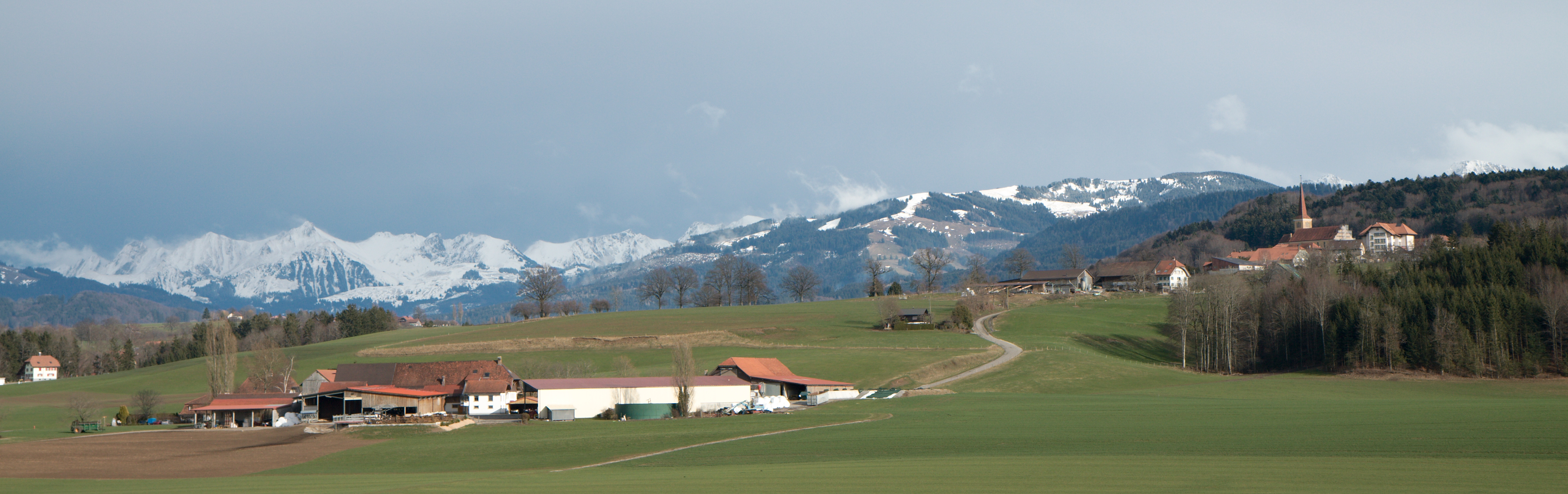
Vista de Ependes.